# Batoteuthidae
Batoteuthidae zijn een familie van weekdieren uit de klasse van de Cephalopoda (inktvissen). 

## Geslacht
Het volgende geslacht is bij de familie ingedeeld:
- Batoteuthis Young & Roper, 1968